# Ana Helena Berenger
Ana Helena Vasconcellos Mattos(Rio de Janeiro, 14 de fevereiro de 1961 – Los Angeles, 29 de julho de 2009), conhecida como Ana Helena Berenger, foi uma atriz e artista plástica brasileira.

## Biografia
Ana Helena Berenger nasceu no Rio de Janeiro. Formou-se em arquitetura na Universidade Santa Úrsula, no Rio de Janeiro, mas mal exerceu a profissão, se interessando logo pela carreira artística.
Atuou no cinema, na televisão e no teatro, inclusive em produções de outros países. Seus maiores destaques na televisão estão em Sem Lenço, Sem Documento, Elas por Elas, Eu Prometo e Grande Sertão: Veredas.
Enquanto esteve em Paris, Ana Helena estudou artes no Museu do Louvre. Apaixonada pelas cores, tornou-se artista plástica e foi morar em Los Angeles, deixando a carreira de atriz.
Ana Helena Berenger morreu vítima de um câncer de mama, em Los Angeles, no dia 29 de julho de 2009.

## Televisão
- 1977 - Sem Lenço, Sem Documento - Berta
- 1982 - Elas por Elas - Victória Ferreira de Sousa (Vic)
- 1983 - Eu Prometo - Lílian Serra Jardim
- 1985 - Grande Sertão: Veredas - Otacília

## Cinema
- 1985 - The Face of Gabriel Ortiz
- 1985 - This Is the Life
- 1987 - In The Mood
- 1988 - CBS Summer Playhouse
- 1991 - Califórnia Casanova